# Osso capitato
O capitato (ou grande osso) é um osso da mão humana. O capitato é o maior osso do carpo, e ocupa o centro do punho. Ele apresenta, superiormente, uma porção aredondada, chamada de cabeça, que fica na região côncava do osso escafoide e semilunar; uma parte com um estrangulamento chamada de colo; e abaixo disso, o corpo.
Sua etmologia deriva do Latim capitātus, que significa "ter uma cabeça", já que capit-, significa "cabeça".

## Faces
A face superior é arredondada, lisa, e articula com o semilunar.
A face inferior é dividida em três facetas, para articular com o segundo, terceiro e quato metacarpos, sendo que o terceiro é o maior.
A face dorsal é ampla e mais rugosa.
A face palmar é estreita, aredondada e rugosa, para ligar-se com os ligamentos e parte do músculo abdutor curto do polegar.
A face lateral articula-se com o pequeno multiangular por uma pequena faceta e seu ângulo inferior, atrás da qual existe uma depressão rugosa para a ligação de um ligamento interósseo. Acima disso há um profundo estrangulamento, que forma parte do pescoço, e serve para a ligação dos ligamentos.
A face medial articula-se com o hamato por uma faceta lisa e côncava, que ocupa sua parte superior e posterior; ela é rugosa na frente, para a ligação de um ligamento interósseo.

## Articulações
O capitato articula-se com sete ossos: com o escafoide e semilunar proximalmente, com o segundo, terceiro, quarto metacarpos distalmente, com o pequeno multiangular no lado radial, e com o hamato no lado ulnar.

## Imagens Adicionais

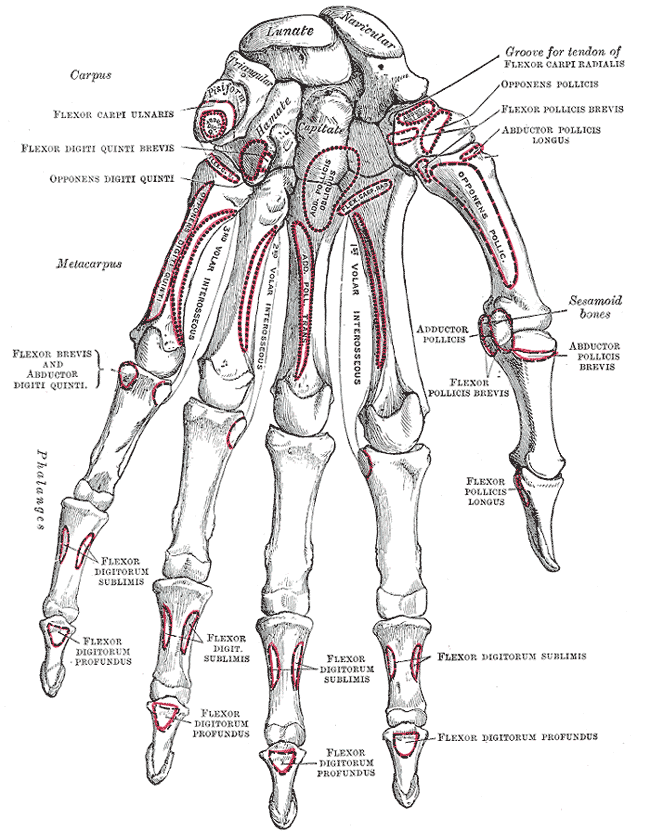
Ossos da mão esquerda. Superfície palmar.
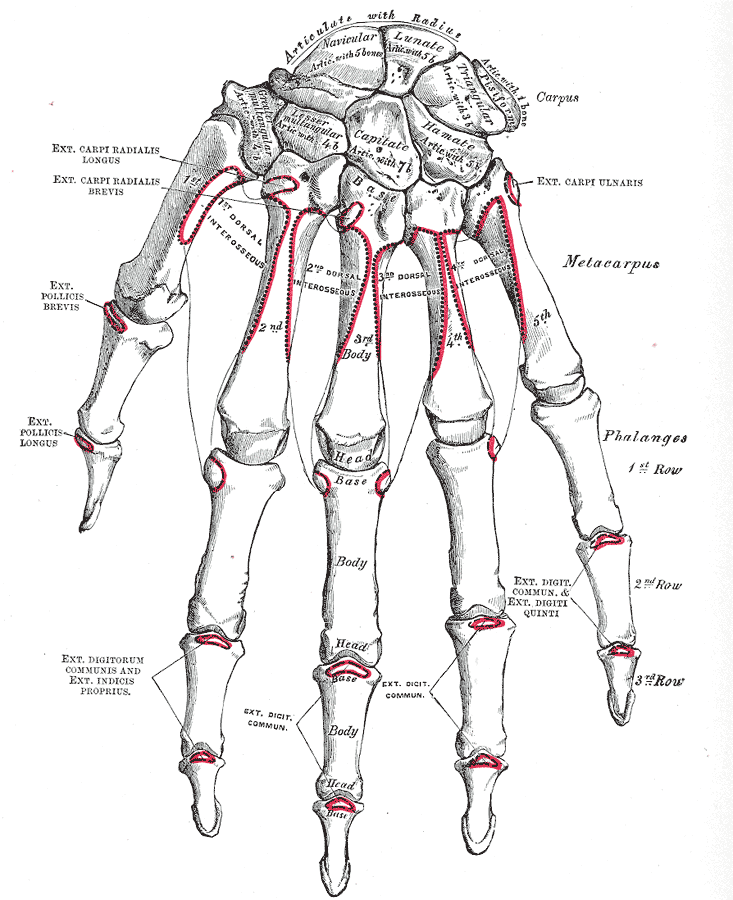
Ossos da mão esquerda. Superfície dorsal.